# Just Like You (Falling in Reverse)
Just Like You è il terzo album in studio del gruppo musicale statunitense Falling in Reverse. È stato pubblicato il 24 febbraio 2015 ma anticipato dall'uscita del singolo God, If You Are Above ... in concomitanza con l'uploading del brano sul canale youtube della Epitaph Records nel 15 dicembre 2014.

## Tracce
Tutte le canzoni sono state scritte e composte da Ronnie Radke, Michael 'Elvis' Baskette, Charles 'Kallaghan' Massabo, eccetto dove indicato.
| Standard edition |                                                                     |        |  |
| N.               | Titolo                                                              | Durata |  |
| 1.               | "Chemical Prisoner"                                                 | 4:20   |  |
| 2.               | "God, If You Are Above ..."                                         | 3:36   |  |
| 3.               | "Sexy Drug"                                                         | 3:14   |  |
| 4.               | "Just Like You"                                                     | 3:32   |  |
| 5.               | "Guillotine IV (The Final Chapter)" (Radke, Massabo, Jacky Vincent) | 3:35   |  |
| 6.               | "Stay Away" (Radke, Baskette, Thomas Denny)                         | 3:21   |  |
| 7.               | "Wait and See" (Radke, Massabo)                                     | 4:38   |  |
| 8.               | "The Bitter End"                                                    | 4:03   |  |
| 9.               | "My Heart's To Blame" (Radke, Massabo)                              | 3:49   |  |
| 10.              | "Get Me Out"                                                        | 3:45   |  |
| 11.              | "Die For You" (Radke, Massabo, Derek Jones)                         | 3:44   |  |
| 12.              | "Brother" (Radke, Ryan Ogren)                                       | 3:21   |  |
| Durata Totale:   | Durata Totale:                                                      | 41:42  |  |

| CD bonus presente nella versione Deluxe[8] |                    |        |  |
| N.                                         | Titolo             | Durata |  |
| 13.                                        | "My Apocalypse II" | 3:45   |  |
| 14.                                        | "Pray"             | 3:37   |  |
| Durata Totale:                             | Durata Totale:     | 49:04  |  |